# Addison Russell
Addison Russell (né le 23 janvier 1994 à Pensacola, Floride, États-Unis) est un joueur d'arrêt-court des Cubs de Chicago de la Ligue majeure de baseball.

## Carrière
Addison Russell est le choix de première ronde des Athletics d'Oakland et le 11e joueur sélectionné au total au repêchage amateur de 2012. Il débute la même année sa carrière professionnelle en ligues mineures dans l'organisation des A's. Avant la saison 2013, il est classé par Baseball America au 48e rang du top 100 annuel des joueurs les plus prometteurs, le meilleur classement cette année-là pour un athlète sous contrat avec Oakland. La même publication le classe un an plus tard en 14e position.
Avec le lanceur droitier Dan Straily et le voltigeur des ligues mineures Billy McKinney, Addison Russell est le 4 juillet 2014 échangé d'Oakland aux Cubs de Chicago en retour des lanceurs droitiers Jeff Samardzija et Jason Hammel. 
En février 2015, Baseball America place maintenant Russell au 3e de son top 100 des meilleurs joueurs d'avenir, derrière Kris Bryant, aussi sous contrat avec les Cubs, et Byron Buxton des Twins du Minnesota.
Il fait ses débuts dans le baseball majeur avec les Cubs de Chicago le 21 avril 2015. Il réussit son premier coup sûr le 22 avril aux dépens du lanceur Vance Worley des Pirates de Pittsburgh. Il réussit son premier coup de circuit dans les majeures le 1er mai suivant contre le lanceur Wily Peralta dans une victoire de 1-0 des Cubs sur les Brewers de Milwaukee.